# Vörösmarty tér

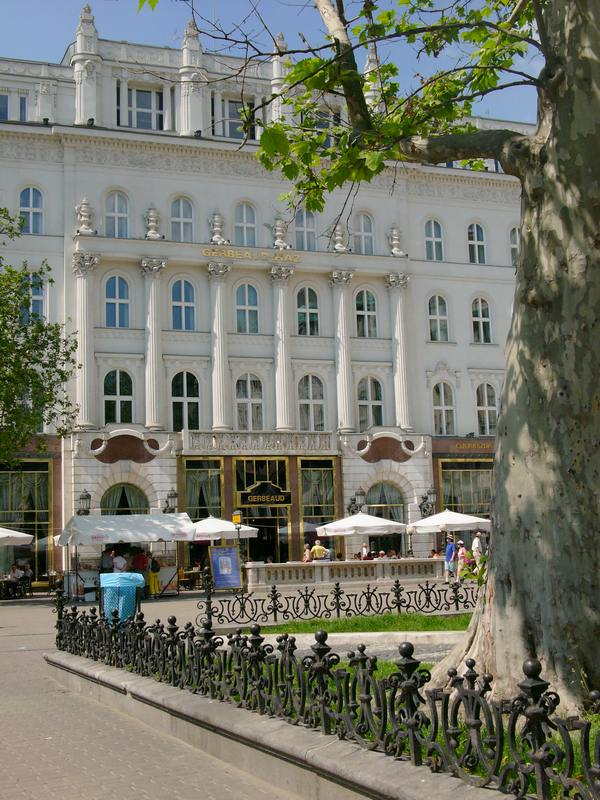
Café Gerbeaud vid Vörösmarty tér.

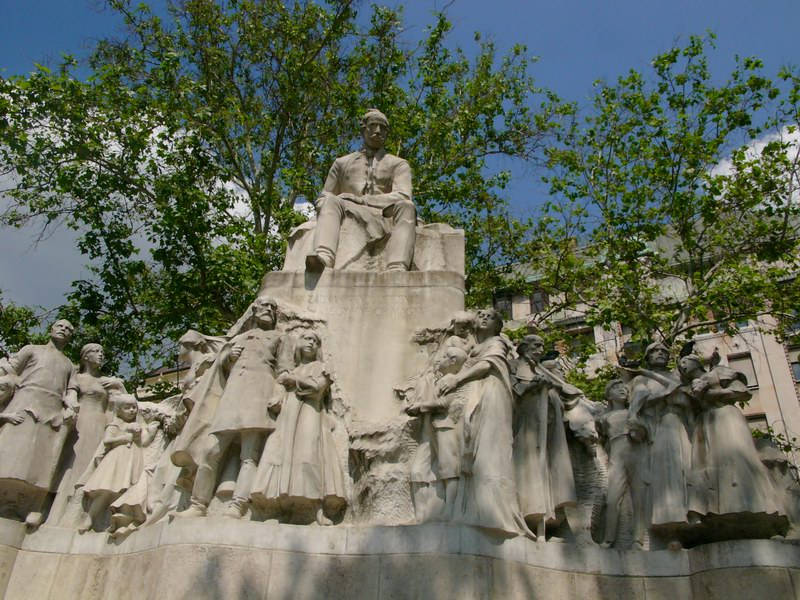
Staty av Mihály Vörösmarty på Vörösmarty tér.

Vörösmarty tér (svenska: Vörösmartytorget) är ett torg i Budapest i Ungern.
I mitten av torget, mot väst, finns en stor staty av poeten Mihály Vörösmarty, från vilken torget har fått sitt namn. Bakom detta monument finns en inhägnad park och en fontän omgiven av stenlejon. Torget är även känt för sina dyra kaféer och restauranger. Vid platsen har även företag som Aeroflot och Ibusz sina kontor. Även Storbritanniens ambassad ligger här.

## Tunnelbana
Vörösmarty tér är även en station i Budapests tunnelbana på den gula linjen (linje ett). Tunnelbanestationen invigdes redan 1896 och har sedan dess renoverats ett flertal gånger. Idag är Vörösmarty tér start- och slutstation för den gula linjen.

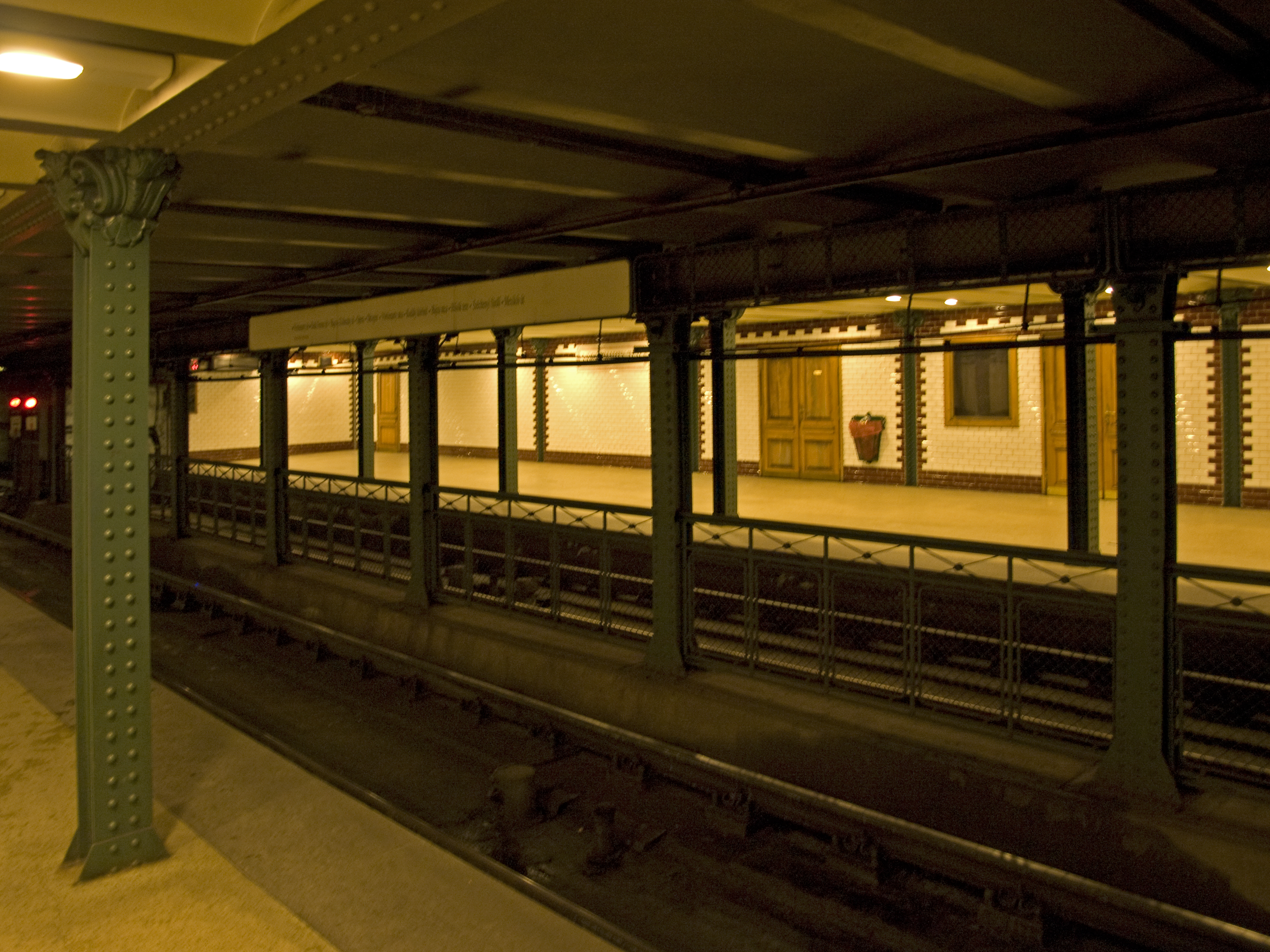
Vörösmarty tér station
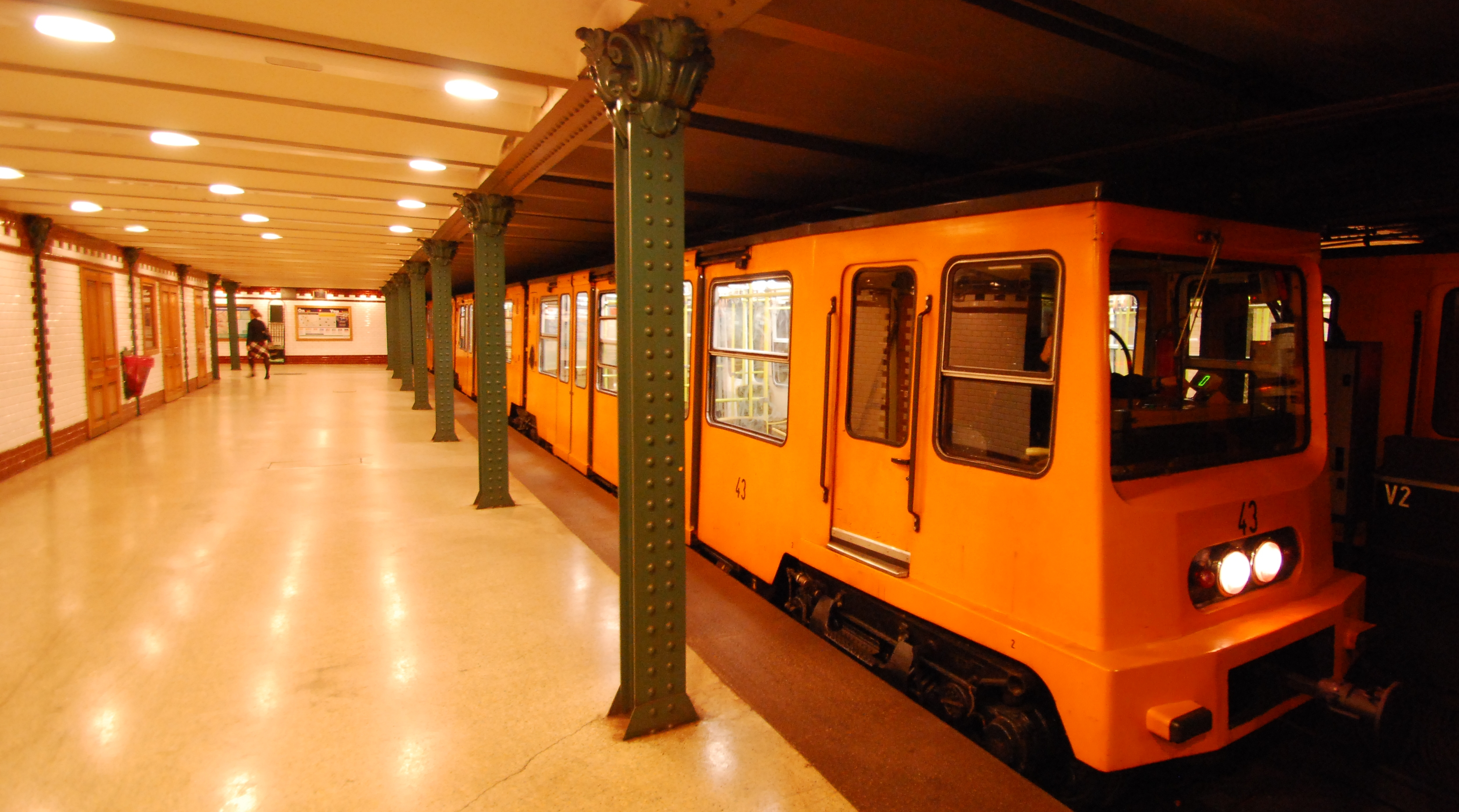
Linje M1
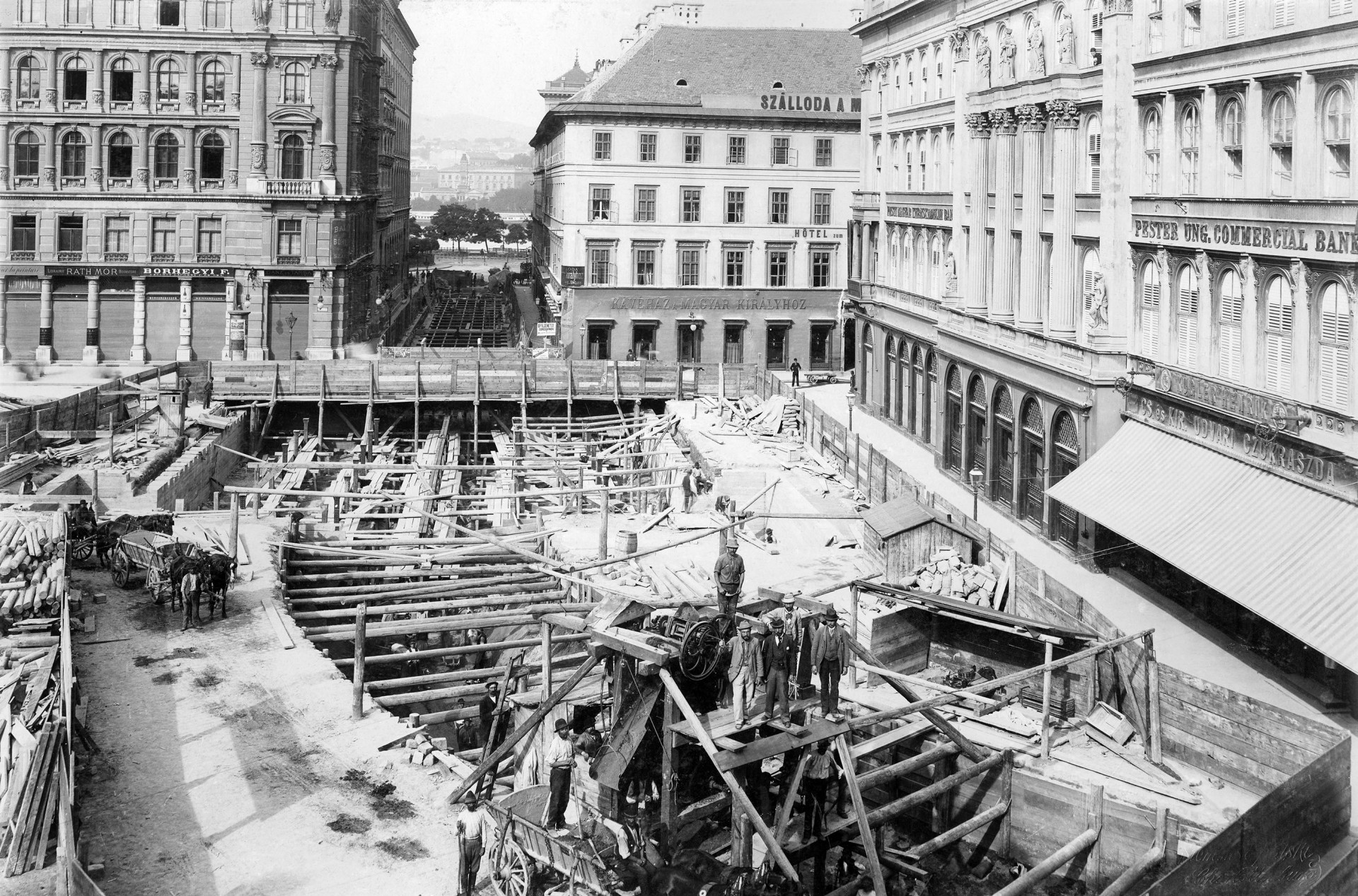